# Umbelliferae

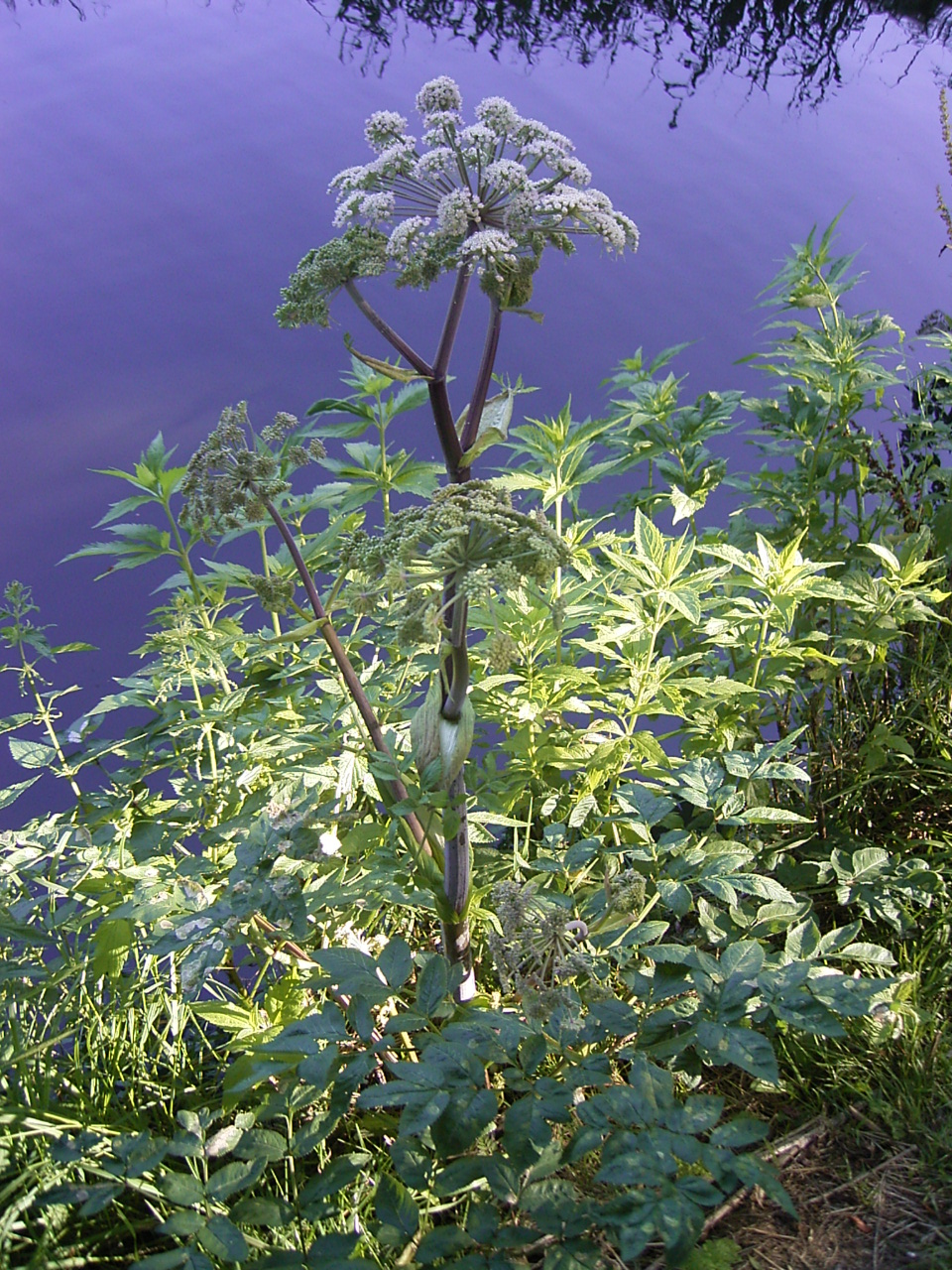
Angélica

Umbelliferae, na classificação taxonômica de Jussieu (1789), é uma ordem botânica da classe Dicotyledones, Monoclinae (flores hermafroditas ), Polypetalae ( corola com duas ou mais pétalas) e estames epigínicos (quando os estames estão inseridos acima do nível do ovário).
Apresenta os seguintes gêneros:
- Aegopodium, Tapsia, Seseli, Imperatoria, Chaerophyllum, Scandix, Coriandrum, Cutaria, Ammi, Daucus, Caucalis, Tordylium, Hasselquistia, Artedia, Buplevrum, Eryngium, Bolax, Hydrocotyle, Azorella, Lagoecia, Heracleum, Peucedamum, Drusa, Mulinum, Selinum, Angelica, Laserpitum, e outros.